# Винченцо Белини
Винченцо Белини (итал. Vincenzo Salvatore Carmelo Francesco Bellini; Катанија, 3. новембар 1801 — Париз, 23. септембар 1835) је био један од најпознатијих и најбољих композитора класичног бел канта у оперској музици, поред великана раног XIX века Ђоакина Росинија и Гаетана Доницетија.

## Биографија
Рођен је 3. новембра 1801. године у Катанији на Сицилији у Италији. Учио је првенствено од свог деде. У јуну 1819. године одлази у Напуљ да учи музику као стипендиста локалне власти у Катанији. До 1822. године је био у класи директора Никола Цингарелија, код кога је проучавао мајсторе наполитанске школе и оркестарска дела Хајдна и Моцарта. Обичај је био да се талентовани ученици представе јавности неким драмским делом: тако је настала Белинијева прва опера Аделсон и Салвини.
Белини је године између 1827 и 1833 провео у Милану где су му сва врата била отворена. Само од писања опера је могао да живи у луксузу. Показивао је занимање за врло живи социјални живот. Следећих пет година Белини постаје све популарнији и његове опере све квалитетније, али се тај узлазни пут прекида његовом прераном смрћу 23. септембра 1835. године. Умро је у Питоу крај Париза од акутне упале црева и сахрањен је на познатом париском гробљу. Његови земни остаци су 1876. пренети и сахрањени у катедралу у Катанији. У том граду се чувају све његове ствари и нотни материјали.

## Стваралаштво
Белини је и поред врло кратког живота успео да напише чак десет опера, од којих је велики број и даље на репертоару оперских кућа широм света. Уневши много новина у оперску композицију отпочео је нову еру у којој су непревазиђени врхунци Ђузепе Верди и Ђакомо Пучини.
Норма је трећа Белинијева опера и вероватно најизвођенија – чувена арија Casta diva и данас представља изазов за водеће сопране широм света.
Белинијеве опере су:
- „Аделсон и Салвини“ (Adelson e Salvini) 12. фебруар 1825. – Teatro del Conservatorio di S. Sebastiano, Напуљ
- „Бјанка и Ђернандо“ (Bianca e Gernando) 30. мај 1826. – Teatro San Carlo, Напуљ
- „Гусар“ (Il pirata) 27. октобар 1827. – Teatro alla Scala, Милано
- „Бјанка и Фернандо“ (Bianca e Fernando) 7. април 1828. – Teatro Carlo Felice, Ђенова (прерада опере Bianca e Gernando)
- „Странкиња“ (La straniera) 14. фебруар 1829. – Teatro alla Scala, Милано
- „Заира“ (Zaira) 16. мај 1829. – Teatro Ducale, Парма
- „Монтеки и Капулети“ (I Capuleti e i Montecchi) 11. март 1830. – Teatro La Fenice, Венеција
- „Месечарка“ (La sonnambula) 6. март 1831. – Teatro Carcano, Милано
- „Норма“ (Norma) 26. децембар 1831. – Teatro alla Scala, Милано
- „Беатриче ди Тенда“ (Beatrice di Tenda) 16. март 1833. – Teatro La Fenice, Венеција
- „Пуританци“, пуним именом „Пуританци у Шкотској“ (I Puritani / I puritani di Scozia) 24. јануар 1835. – Théâtre Italien, Париз